# Sectra
Sectra AB ist ein schwedisches Technologie-Unternehmen mit Sitz in Linköping, das in den beiden Sparten Medizinaltechnik und Kommunikationssicherheit tätig ist. Das Unternehmen beschäftigt rund 850 Mitarbeiter und unterhält Büros in dreizehn Ländern.
Die Geschichte des Unternehmens geht auf das Jahr 1978 zurück, als Sectra (SECure TRAnsmission) von Ingemar Ingemarsson und drei seiner Doktoranden an der Universität in Linköping gegründet wurde. Im Jahr 1999 ging Sectra an die Börse.

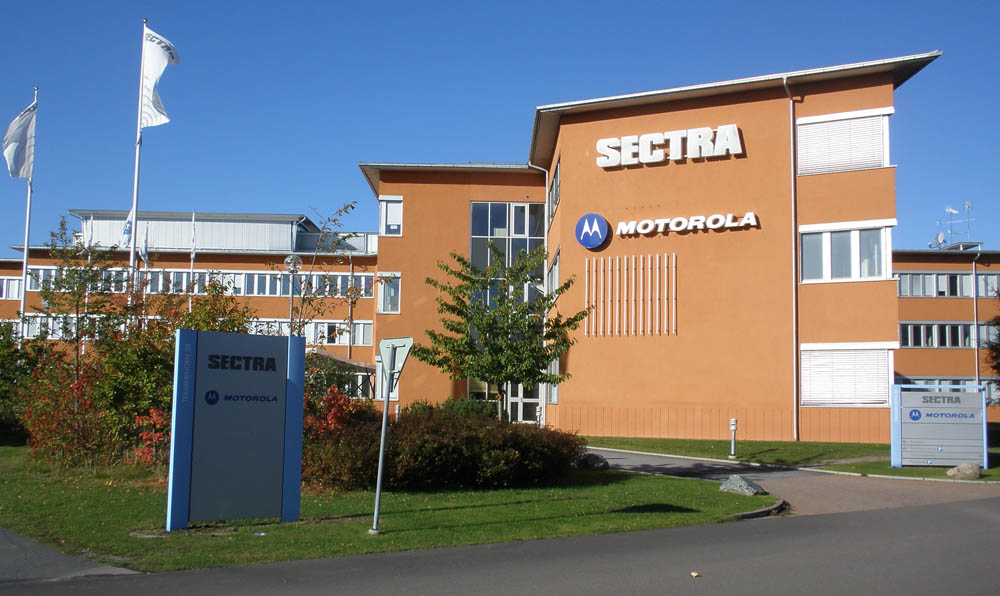
Hauptsitz von Sectra in Linköping